# Déodat de Séverac

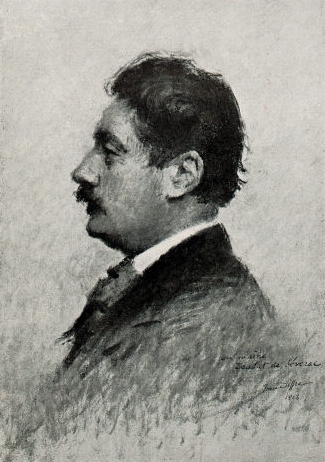
Déodat de Séverac.

Déodat de Séverac (Saint-Félix-Lauragais, Haute-Garonne, 20 de julio de 1872 - Céret, Pyrénées-Orientales, 24 de marzo de 1921) fue un compositor francés.

## Biografía
Nacido en una familia de vieja nobleza, Déodat de Séverac hizo sus estudios en Toulouse y después en la Schola Cantorum de París, donde fue alumno de Vincent d'Indy y de Albéric Magnard. Tomó lecciones de órgano con Alexandre Guilmant y llegó a ser asistente de Isaac Albéniz. Muy unido a sus orígenes, extraña el Languedoc, una región que atrajo también a muchos artistas que reencontró en París.
En 1900, escribió dos poemas sinfónicos sobre las estaciones del otoño y el invierno. Puso música a poemas de Baudelaire o Verlaine, así como algunos versos provenzales. También compuso música coral con arreglos de textos en catalán. 
Escribió dos óperas, Le Cœur du moulin —estrenada en la Opéra-Comique de París el 8 de diciembre de 1909— y Héliogabale —estrenada en la arena de Béziers— en el que introduce un grupo de cobla catalana. Su música para piano, con un estilo muy personal, es a menudo imaginativa y colorista, como en el Chant de la Terre, que describe un idilio rústico, o les morceaux En Languedoc y Baigneuses au soleil. La suite Cerdaña, su obra maestra, refleja su amor por el terruño meridional.
Fue el cantor de una música regional y defendió una tesis en 1908 sobre La Centralisation et les petites chapelles. Realiza dos ediciones de canciones populares: Chansons du XVIIIe siècle (2 colecciones, París, 1905, 1907); y Les vieilles chansons de France (París, 1905).

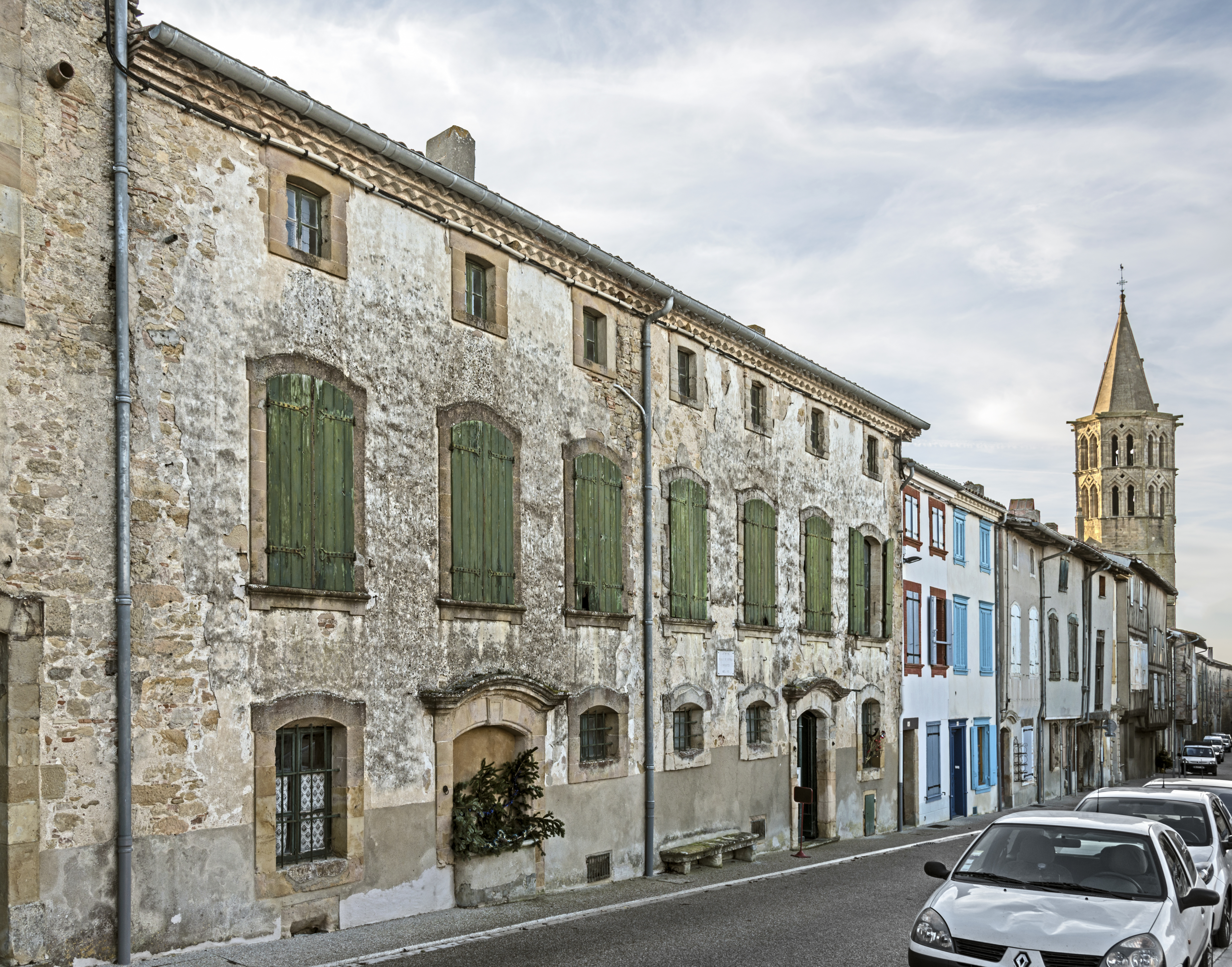
Lugar de nacimiento

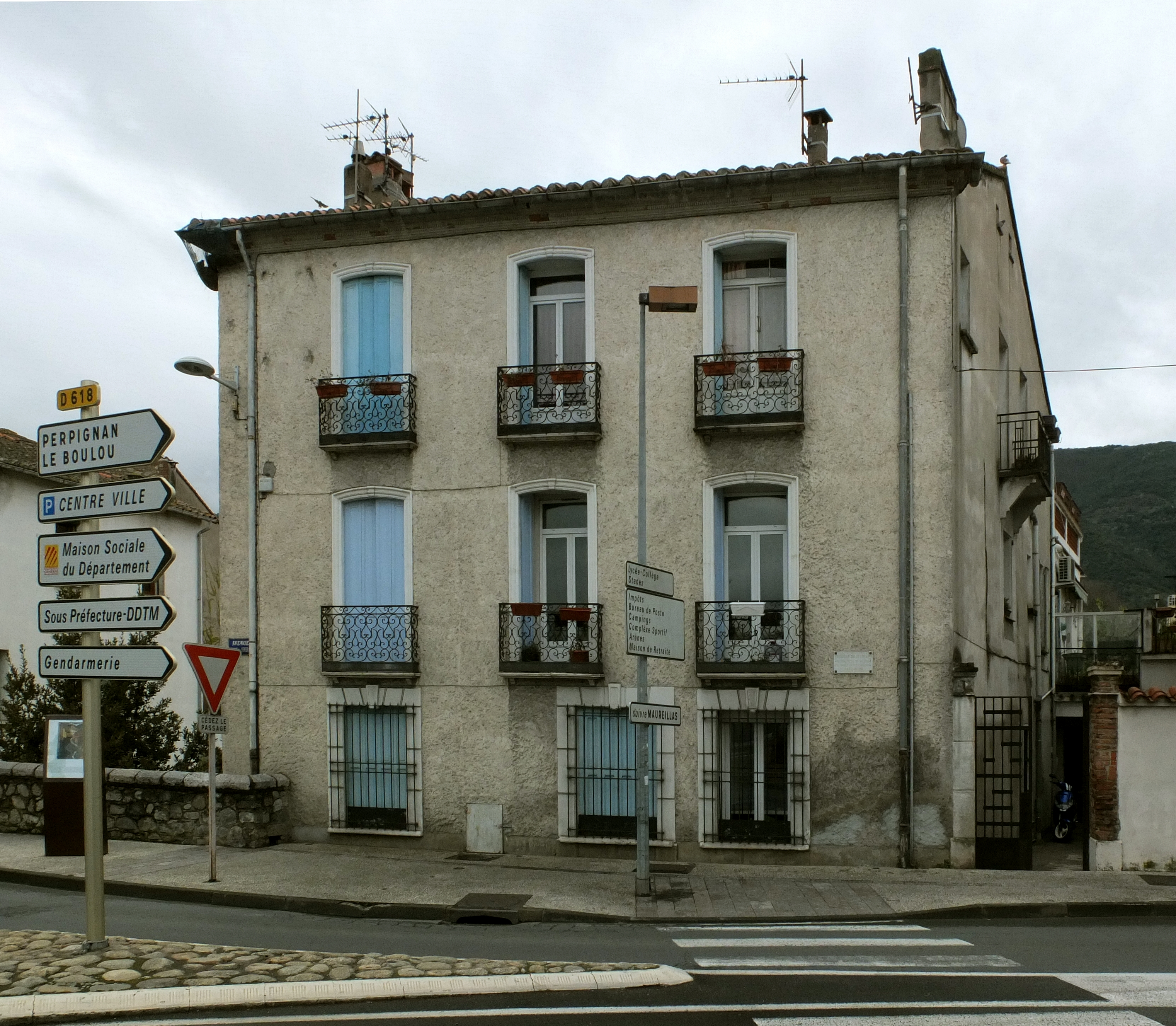
La casa en la que el compositor murió, Céret, Francia

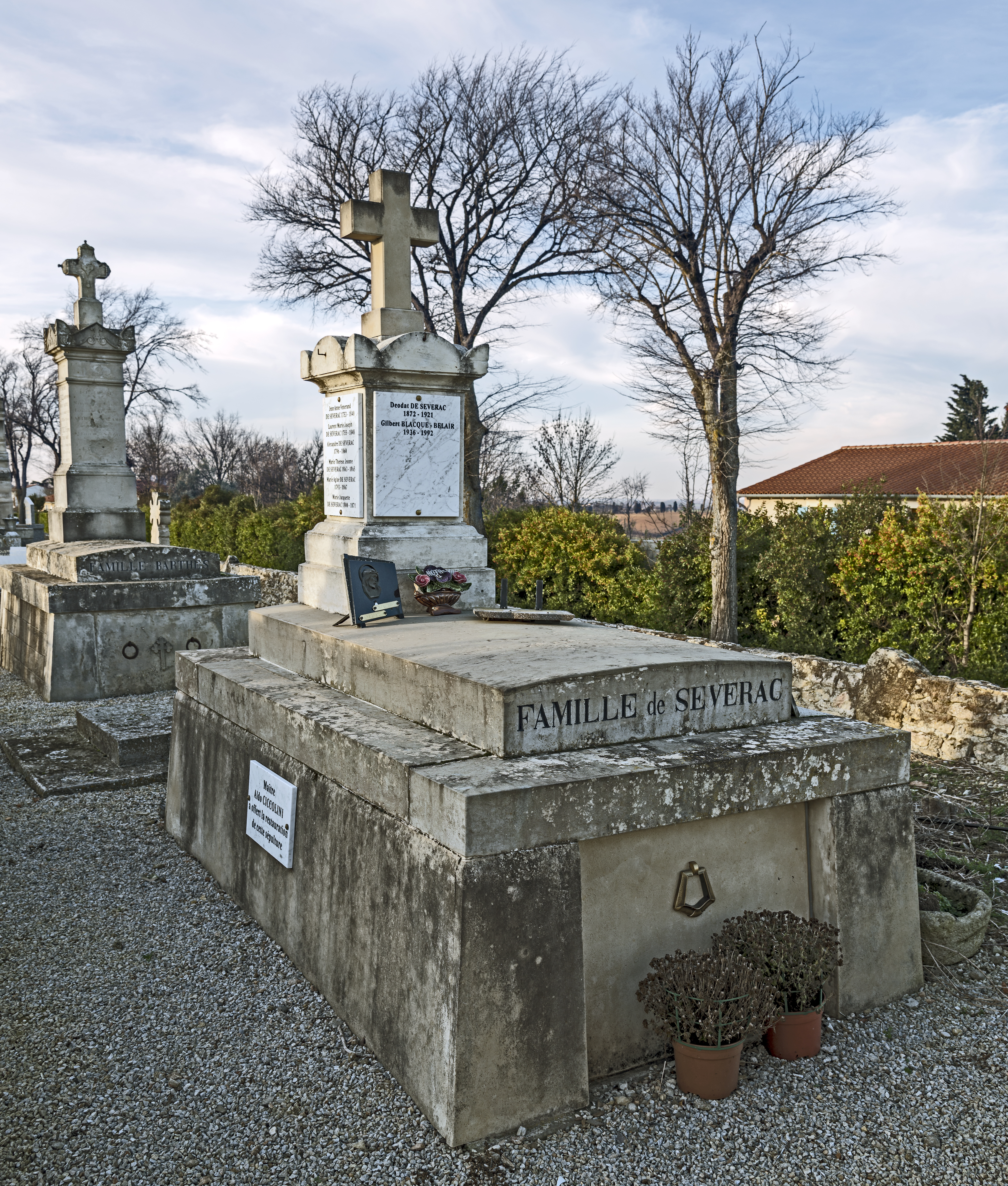
La tumba de Déodat de Séverac

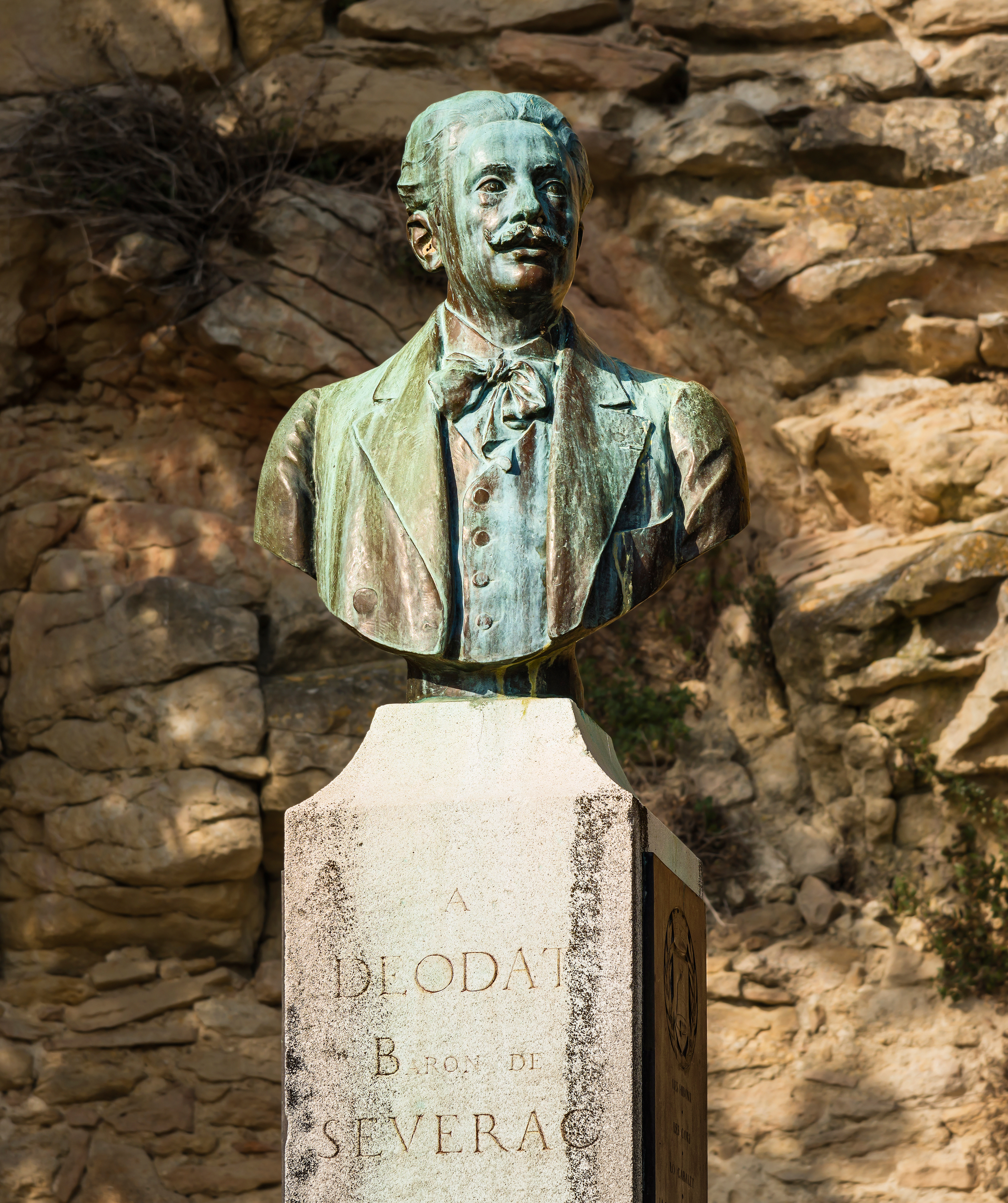
Busto de Joseph Lamasson Saint-Félix-Lauragais

## Catálogo de obras
| Año       | Obra | Tipo de obra                    |
| --------- | --- | ------------------------------- |
| 1890      | Elévation en ut majeur, para órgano | Música de órgano                |
| 1890      | Verset en sol majeur, para órgano | Música de órgano                |
| 1892      | Verset ou Prélude en ut majeur, para órgano | Música de órgano                |
| 1897      | Intermède (Fantasia) en forme de canon en ut mineur, para órgano | Música de órgano                |
| 1897-98   | Le chevrier (P. Rey), mélodie | Música para voz y piano         |
| 1897-98   | Les cors (Rey), mélodie | Música para voz, piano y violín |
| 1897-98   | Suite, en mi mineur para órgano | Música de órgano                |
| 1898      | Prélude de quatuor, en sol mineur, para órgano | Música de órgano                |
| 1898      | Canon par diminution, en ut mineur, para órgano | Música de órgano                |
| 1898      | Les hiboux (C. Baudelaire), mélodie | Música para voz y piano         |
| 1898      | L'infidèle (M. Maeterlinck), mélodie | Música para voz y piano         |
| 1898      | Ave verum corpus, SS/TT y órgano | Música coral                    |
| 1898      | Chants de vacances (J. Combarieu), 3-part canon [pubd in ReM, 1909] | Música coral (a capela)         |
| 1899      | L'éveil de Pâques (Verhaeren), mélodie | Música para voz y piano         |
| 1899      | Sonata, b, para piano | Música para piano               |
| 1899      | Vent d'Autan, para piano | Música para piano               |
| 1899      | Les grenouilles qui demandent un roi, poema sinfónico | Música de orquesta              |
| 1899-1900 | Le chant de la terre, poème géorgique para piano | Música para piano               |
| 1900      | La chanson de Blaisine (Magre), mélodie | Música para voz y piano         |
| 1900      | 2 Sym. Poems: L'automne, L'hiver (Séverac), v, orch, | Música de orquesta              |
| 1901      | Le ciel est, par-dessus le toit (P. Verlaine), mélodie | Música para voz y piano         |
| 1901      | Un rêve (E.A. Poe, trans. S. Mallarmé), mélodie | Música para voz y piano         |
| 1901      | Mignonne allons voir si la rose (P. Ronsard), male chorus 4vv | Música coral (a capela)         |
| 1901-02   | Nymphes au crépuscule, orch, offstage female chorus (no publicada) | Música de orquesta              |
| 1903      | A l'aube dans la montagne (Séverac), mélodie | Música para voz y piano         |
| 1903      | Temps de neige (H. Gauthier-Villars), mélodie | Música para voz y piano         |
| 1903      | Didon et Enée, sym. suite | Música de orquesta              |
| 1903      | Le mirage (incid music, 1, L. Damart) (Royan, agosto de 1903) (no publicada) | Música incidental               |
| 1903-04   | En Languedoc, 5 pieces para piano | Música para piano               |
| 1903-04   | Triptyque [after poem by L. Le Cardonnel] | Música de orquesta              |
| 1903-08   | Le coeur du moulin, pièce lyrique en deux actes (M. Magre) (París, Opéra-Comique, 8 de diciembre de 1909)                                                                                               | Música de escena                |
| 1904      | Le soldat de plomb: histoire vraie en 3 récits, piano dueto | Música para piano               |
| 1906      | Les housards de la garde (Chanson de route), mélodie | Música para voz y piano         |
| 1906      | J'ons eun' joulie maison! (Chanson picarde), mélodie | Música para voz y piano         |
| 1907      | Philis [after 18th-century rondeau], mélodie | Música para voz y piano         |
| 1907      | Pippermint-Get, waltz para piano | Música para piano               |
| 1907      | Stances à Mme de Pompadour, para piano | Música para piano               |
| 1908      | Baigneuses au soleil (Souvenir de Banyuls-sur-mer), para piano | Música para piano               |
| 1908      | Chanson de Jacques (Magre), mélodie | Música para voz y piano         |
| 1908-11   | Cerdaña, 5 études pittoresques, para piano | Música para piano               |
| 1908-19   | Les naïades et le faune indiscret, para piano | Música para piano               |
| 1909      | La cité (cant., V. Gastilleur), solo vv, male chorus | Música coral (a capela)         |
| 1910      | Aubade (M. Navarre), mélodie | Música para voz y piano         |
| 1910      | Chanson de la nuit durable (L. Espinasse-Mongenet), mélodie | Música para voz y piano         |
| 1910      | Chanson pour le petit cheval (P. Estieu), mélodie | Música para voz y piano         |
| 1910      | Chant de Noël (Goudouli), mélodie | Música para voz y piano         |
| 1910      | Héliogabale (tragédie lyrique en trois actes (E. Sicard) [with prol Les deux triomphes, C. Guéret, and epilogue ballet-mime La résurrection d'Adonis, G. Boissy] (Béziers, Arena, 21 de agosto de 1910) | Música de escena                |
| 1911      | En vacances I (Au château et dans le parc), 8 pièces romantiques para piano (transcritas para piano a 4 manos por Joseph V. Lignon)                                                                     | Música para piano               |
| 1911      | En vacances II [solo 3 piezas acabadas], para piano | Música para piano               |
| 1911      | Mugueto (incid music, 3, M. Navarre) (Rabastens, Tarn, 13 de agosto de 1911) (no publicada) | Música incidental               |
| 1911      | Canzone dans le mode hypolydien, vocalise-étude | Música para voz y piano         |
| 1911      | Lo cant del Vallespir (Catalán, J. Amade), solo vv, chorus, orch (no publicada) | Música coral                    |
| 1911      | Sorèze et Lacordaire (cant., F. Tresserre), solo vv, choir, orch | Música coral                    |
| 1912      | Hélène de Sparte (incid music, E. Verhaeren) (París, Châtelet, 4 de mayo de 1912) (no publicada) | Música incidental               |
| 1912      | Versets pour les vêpres d'un confesseur non pontife, para órgano | Música de órgano                |
| 1912      | Flors d'Occitania | Música para voz y piano         |
| 1912-13   | Petite suite scholastique, para órgano | Música de órgano                |
| 1913      | La fille de la terre (tragédie lyrique, 3, Sicard) (Coursan, 22 de agosto de 1913) | Música de escena                |
| 1913      | 4 cantiques, 1v y órgano/hmn | Música para voz y acomp.        |
| 1913      | Sérénade au clair de lune, fl, ob, 2 cl, bn, 2 hn, perc, str qnt | Música de cámara                |
| 1914      | Ma poupée chérie (Séverac), mélodie | Música para voz y piano         |
| 1917      | Salve regina, Mez, vn, órgano | Música para voz y acomp.        |
| 1918      | La mort y la Donzella (Catalán), mélodie | Música para voz y piano         |
| 1919      | O sacrum convivium 4vv y órgano | Música coral                    |
| 1919      | Le roi Pinard (opérette, Sévérac and A. Bausil, after L. Lointier: La princesse d'Okifari), 1919 (no publicada)                                                                                         | Música de escena                |
| 1919      | Minyoneta (Souvenir de Figueras), vn, pf | Música de cámara                |
| 1919      | Sous les lauriers roses (Soir de carnaval sur la côte catalane), para piano | Música para piano               |
| 1920      | Tantum ergo, 4vv | Música coral (a capela)         |
| 1929      | Lied romantique, vn/vc | Música de cámara                |
| 1931      | Souvenirs de Céret, vn, pf | Música de cámara                |
| 1945      | 3 aquarelles, mélodie | Música para voz y piano         |